# إرنست سيمون (مبارز بالسيف)
إرنست سيمون (بالإنجليزية: Ernest Simon)‏ هو مبارز بالسيف أسترالي، ولد في 23 نوفمبر 1952.

## وصلات خارجية
- إرنست سيمون على موقع أوليمبيديا (الإنجليزية)
- إرنست سيمون على موقع اللجنة الأولمبية الأسترالية (الإنجليزية)